# Tomohiro Hasumi
Tomohiro Hasumi (født 6. juni 1972) er en tidligere japansk fodboldspiller.
Han har spillet for flere forskellige klubber i sin karriere, herunder Verdy Kawasaki og Vegalta Sendai.